# Aluminiumsulfat
Aluminiumsulfat er en kemisk forbindelse med den kemiske formel Al2(SO4)3. Det er opløseligt i vand, og anvendes hovedsageligt som flokkuleringsmiddel ved rensning af drikkevand og spildevand, samt ved papirfremstilling.

## Fodnoter
1. ↑  Global Health and Education Foundation (2007). "Conventional Coagulation-Flocculation-Sedimentation". Safe Drinking Water is Essential. National Academy of Sciences. Arkiveret fra originalen 7. oktober 2007. Hentet 2007-12-01.
2. ↑  Kvech S, Edwards M (2002). "Solubility controls on aluminum in drinking water at relatively low and high pH". Water Research. 36 (17): 4356-4368. doi:10.1016/S0043-1354(02)00137-9. PMID 12420940.

| Kemi | Spire Denne artikel om kemi er en spire som bør udbygges. Du er velkommen til at hjælpe Wikipedia ved at udvide den. |